# Калиманско језеро
Калиманско језеро (мкд. Калиманско Езеро) или језеро Калиманци (мкд. езеро Калиманци), је вештачко језеро које се налази на реци Брегалници, Северна Македонија.

## Карактеристике
Изграђено је 1969. године. Налази се северно од насеља Калиманци у општини Виница. Брана је висока 92 м и дугачка 240 м. Језеро има дужину од 14 km, ширина 0,3 км и максимална дубина достиже 80 метара. Обухвата површину од 4,23 km² и акумулирано је 127 милиона кубних метара воде.
Основна сврха језера је наводњавање око 28.000 хектара, углавном подручја под пиринчем у Кочанској долини, али и за део обрадивог земљишта у области Овче поље. За ту сврху су изграђена два канала.
Вишак воде се користи за производњу електричне енергије кроз мале хидроелектране инсталисане снаге од 13,8 мегавата. У језеру се налази острво Калата.

## Галерија
- Поглед на језеро
- Поглед на језеро
- Поглед на брану
- Поглед на брану
- Поглед на језеро
- Поглед на језеро
- Поглед на језеро